# Caverna de Postojna

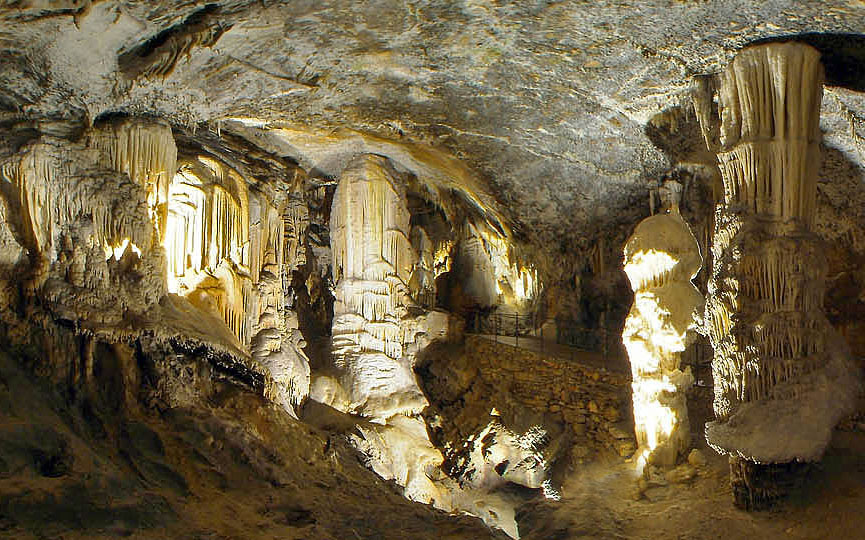
Uma estalagmite chamada Brilhante (segunda da direita) é o símbolo da caverna de Postojna.

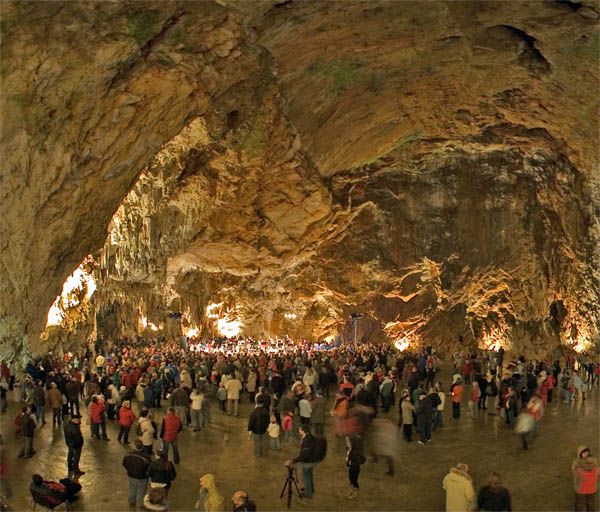
O Hall tem espaço suficiente para 10 000 pessoas. A acústica é excepcional, fazendo com que orquestras sinfónicas, octetos e uma variedade de solistas tenham dado espectáculos aqui.

A caverna de Postojna (em esloveno:  Postojnska jama) é um longo sistema de cavernas do Karst perto de Postojna, na Eslovénia. É a sistema cavernoso mais comprido do país assim como um dos sítios turísticos mais procurados.